# Anna Lacchini
Anna Lacchini (4 marzo 1992) è una calciatrice italiana, difensore del Voluntas Osio.

## Carriera
Anna Lacchini cresce calcisticamente nella Riozzese, inserita nelle formazioni giovanili della sezione femminile giocando prima tra le Giovanissime e poi nel Campionato Primavera nel ruolo di centrocampista. Grazie alle sue prestazioni nelle categorie giovanili la società le concede fiducia inserendola come riserva nella rosa della formazione titolare e debuttando durante la stagione 2008-2009, l'ultima giocata in Serie A dalle rosanere prima della retrocessione e la rinuncia alla Serie A2.
Ripartita dalla Serie D, Lacchini viene inserita stabilmente in rosa come titolare e contribuisce alla promozione della Riozzese alla Serie C al termine della stagione 2010-2011.
Nel frattempo viene convocata per rappresentare la Lombardia al Torneo delle Regioni. dove vestendo la maglia della selezione del comitato regionale Lega Nazionale Dilettanti (LND) riesce a conquistare il trofeo nel 2013 battendo il Piemonte-Valle d'Aosta e raggiungere la finale poi persa con l'Emilia-Romagna nel 2014.
Nell'estate 2014 la società la cede con la formula del prestito all'Anima e Corpo Orobica, dove il mister Marianna Marini la schiera nel reparto difensivo, facendo il suo debutto in Serie A con la maglia rossoblu nel corso della stagione 2014-2015.